# Camptomyia helveola
Camptomyia helveola är en tvåvingeart som först beskrevs av Ewald Rübsaamen 1890.  Camptomyia helveola ingår i släktet Camptomyia och familjen gallmyggor.
Artens utbredningsområde är Tyskland. Inga underarter finns listade i Catalogue of Life.